# Neue Konservative Partei
Die Neue Konservative Partei (jap. 保守新党, Hoshu Shintō, engl. New Conservative Party, NCP) war eine konservative politische Partei in Japan, die im November 2003 aufgelöst wurde.

## Die Konservative Partei
Im April 2000 verließ die Liberale Partei von Ichirō Ozawa nach wenigen Monaten die Regierungskoalition mit der Liberaldemokratischen Partei (LDP) wieder. 26 der insgesamt 50 Liberalen im Parlament wollten die Zusammenarbeit jedoch fortsetzen, darunter Verkehrsminister Toshihiro Nikai, Generalsekretär Takeshi Noda und der ehemalige Premierminister Toshiki Kaifu. Sie beschlossen, für die kommenden Wahlen die Konservative Partei (保守党, Hoshu-tō) zu gründen.
Bei den folgenden Unterhauswahlen im Juni 2000 gewann die Konservative Partei lediglich sieben Sitze, während die Liberale Partei 22 erhielt. Die Regierungskoalition mit der LDP wurde dennoch fortgesetzt. Auch bei den Oberhauswahlen im Juli 2001 schnitt die Konservative Partei mit nur einem Mandat erneut schlecht ab (vier standen nicht zur Wahl).

## Beitritte und Auflösung
Im Dezember 2002 traten Hiroshi Kumagai und drei weitere Abgeordnete aus der Demokratischen Partei aus und bekundeten ihre Absicht der Konservativen Partei beizutreten. Zusammen gründeten sie die Neue Konservative Partei, wobei ein Teil der alten Konservativen Partei um den Vorsitzenden Takeshi Noda und Yuriko Koike sich nicht an der Neugründung beteiligte, sondern stattdessen der LDP beitrat.
Bei den Unterhauswahlen im November 2003 erhielt die Neue Konservative Partei nur noch vier Sitze und verlor fünf, darunter das Mandat des neuen Parteivorsitzenden Kumagai. Daraufhin bot Premierminister Jun’ichirō Koizumi der Partei an, der LDP beizutreten, und verhandelte darüber mit Generalsekretär Nikai. Am 21. November 2003 wurde der Beitritt vollzogen, die Neue Konservative Partei löste sich auf. Ihre Mitglieder gründeten eine neue Faktion in der LDP, die Nikai-Gruppe.